# Tuberositas
Mit Tuberositas (lat. Rau(h)igkeit) bezeichnet man in der Anatomie einen Knochenvorsprung mit rauer Oberfläche, an dem häufig die Sehne eines Muskels ansetzt.

## Beispiele
- Tuberositas deltoidea, raue Fläche an der Außenseite des Oberarmknochens
- Tuberositas radii, raue Fläche an der Speiche
- Tuberositas ulnae, raue Fläche an der Vorderseite der Ulna
- Tuberositas sacralis, raue Fläche auf der Rückseite des Kreuzbeins
- Tuberositas tibiae, raue Fläche an der Vorderseite des Schienbeins
- Tuberositas glutaea, raue Fläche an der Rückseite des Femurs
- "Tuberositas ossis metatarsalis V", raue Fläche am 5. Mittelfußknochen
- "Tuberositas iliaca", raue Fläche am Übergang (Iliosakralgelenk) des Darmbeins (Os ilium) zum Kreuzbein (Os sacrum)